# Ramón Beamonte
Ramón Beamonte del Río (Madrid, 1899-ibídem, 1978) fue un destacado empresario español, ingeniero de caminos encargado de proyectos como el Ayuntamiento de Vigo, el Ministerio del Aire, el antiguo estadio del Benfica en Lisboa y la Virgen de la Roca de Bayona, entre otros.
Fue un importante colaborador de los arquitectos Antonio Palacios, Antonio de Cominges y Luis Gutiérrez Soto.
Asimismo, durante los años 50, fue uno de los más importantes patrones del hipódromo de Madrid, ganando una gran cantidad de trofeos con los colores verde y blanco; en 1958 un caballo de su propiedad ganó el Derby Francés, el premio hípico más importante de la Europa continental.
En 1927 contrajo matrimonio con Doña Carola de Cominges y Tapias, hermana de don Antonio de Cominges, estrecho colaborador de Beamonte.
Fue propietario de unas bodegas en el puerto de Santa María, que gozaron de gran prestigio en su época.
- Datos: Q6099457